# Acanthosaura tongbiguanensis
Acanthosaura tongbiguanensis es una especie de lagarto del género Acanthosaura, familia Agamidae, orden Squamata. Su longitud hocico-respiradero es de 115,6 mm.

## Distribución
Se distribuye por China (Yunnan).

## Taxonomía
Fue descrita por Liu & Rao en 2019.
Tratamiento taxonómico
La especie aparece registrada y publicada en A new species of the genus Acanthosaura from Yunnan, China (Squamata, Agamidae). ZooKeys 888: 105-132.